# Recover Textile Systems
Recover Textile Systems, conocida principalmente como Recover™ , es una empresa de ciencia de materiales y productora de algodón reciclado y mezclas de algodón reciclado via proceso de reciclaje mecánico. Fue creada en 2020 con sede en Banyeres de Mariola, Alicante (España).

## Historia
Recover™ es una compañía derivada de Hilaturas Ferre, una empresa textil española con sede en Banyeres de Mariola, España. La familia Ferre inició su actividad en 1914 como fábrica textil dedicada a la producción de yute y otros tejidos similares. Después de un período de escasez de materia prima debido a la Primera Guerra Mundial y la Segunda Guerra Mundial, en 1947 la empresa comenzó a reciclar desechos textiles para convertirlos en hilos de algodón.
En 2006, Hilaturas Ferre dio nombre a su línea de productos reciclados: Recover. En los siguientes años, la empresa comenzó a expandir sus líneas de producto e incluyó en su portafolio mezclas de fibras de algodón, como algodón reciclado-poliéster reciclado (rPET) y algodón reciclado-algodón orgánico. En 2014, Hilaturas Ferre lanzó su primera gama de productos Recover con marcas minoristas como H&M, Armani, Hugo Boss e Inditex.
En diciembre de 2020, Hilaturas Ferre anunció que vendía su empresa derivada Recover™ al fondo estadounidense de capital privado STORY3 Capital. Hilaturas Ferre se centraría en la hilatura, mientras que el negocio de la fibra se desviaría a la recién creada Recover Textile Systems, S.L. 
La familia Ferre comunicó que mantendría una participación minoritaria en Recover™ con el nombramiento de Alfredo Ferre como consejero delegado.
En mayo de 2021, Recover™ anunció la apertura de una instalación en Pakistán en asociación con Artistic Denim Mills (ADM). En mayo de 2022, Recover™ inauguró sus nuevas instalaciones en Dhaka, Bangladés, para impulsar sus capacidades de fabricación y atender directamente al sector textil del país. Bangladés es el segundo mayor exportador de prendas del mundo, después de China y, por lo tanto, se considera un lugar apropiado para la expansión, dada la creciente demanda de materiales más 'sostenibles'.
En junio de 2022, la rama de gestión de activos de Goldman Sachs Group Inc. lideró una inversión de crecimiento de 100 millones de dólares en la empresa. La compañía manifestó que la inversión la encaminará a aumentar su producción y le permitirá agregar 15 instalaciones de fabricación en siete geografías, incluido Vietnam.

## Proceso de fabricación
El proceso de fabricación de Recover™ se enmarca en el reciclaje mecánico de textil a textil, un proceso de recuperación de materiales de desechos preconsumo, postconsumo y postindustriales para nuevas telas. El reciclaje textil es un componente de la economía circular, junto con la reutilización, la refabricación y la reparación.
Recover™ tiene un estudio público de Evaluación del Ciclo de Vida (LCA) publicado en 2016, que fue realizado por la Universidad de Valencia, llamado “ Environmental impact of Recover cotton in the Textile industry" [Impacto ambiental del algodón Recover en la industria textil]. El estudio fue posteriormente verificado por Aitex y la UNESCO. Este estudio analiza el proceso de fabricación de una prenda de algodón convencional frente a una de algodón reciclado Recover. El uso de algodón reciclado permite evitar varias fases del proceso de fabricación del algodón convencional, como cultivo, desmotado y teñido, lo que genera ahorro en términos de agua, contaminantes, emisiones de CO₂, energía y uso del suelo, por lo que es mucho más sostenible con el medio ambiente..
Recover™ cumple con los requisitos y certificaciones de verificación anuales, como el Estándar de Contenido Orgánico (OCS) y el Estándar de Reciclaje Global (GRS). La empresa también es miembro de varias iniciativas de la industria textil, como la Sustainable Apparel Coaliation (SAC), Textile Exchange  y Global Fashion Agenda.

## Reconocimientos
En 2017, Hilaturas Ferre, SA, recibió el premio de empresa innovadora de la Fundación textil algodonera por su producción de hilos circulares . En 2018, Hilaturas Ferre, SA, recibió los Premios Empresariales Aitex en la categoría de Sostenibilidad por su proyecto Recover.
En noviembre de 2021, Recover™ recibió el premio Ryan Young Climate+ en la categoría de Líder Climático otorgado por Textile Exchange. Poco después, la empresa recibió un Premio Drapers en la categoría Disruptor.
En mayo de 2022, Recover™ ganó el Green Product Award 2022 en la categoría Moda. En septiembre de 2022, Recover™ ganó el ITMF Sustainability & Innovation Award en la conferencia anual de ITMF en Davos, Suiza.